# Подорож письменника: міфологічна структура для письменників
«Подорож письменника: міфологічна структура для письменників» — популярний підручник зі сценарного мистецтва письменника Крістофера Воґлера, який зосереджується на теорії про те, що більшість історій можна звести до серії наративних структур і архетипів персонажів, описаних за допомогою міфологічної алегорії.
Книгу дуже добре сприйняли після виходу у світ, і її часто вносять у списки рекомендованої літератури для студентів-сценаристів.

## Історія
Книга заснована на семисторінковій студійній записці «Практичний путівник до тисячеликого героя».
Попереднє видання, «Подорож письменника: міфологічна структура для оповідачів і сценаристів», було опубліковано в 1992 році. Воґлер переглянув книгу для другого випуску в 1998 році та змінив назву на «Подорож письменника: міфологічна структура для письменників». Третє видання, опубліковане у 2007 році, включало новий вступ, нові ілюстрації та аналіз останніх популярних фільмів. У липні 2020 року вийшло 25-те ювілейне видання, яке включає нові розділи та теми.

## Короткий зміст

### Архетипи
У першій частині книги детально описано вісім основних архетипів персонажів. Це такі:
1. Герой/героїня: особа, яка готова пожертвувати своїми потребами заради інших.
2. Ментор/ка (мудрий старець чи стариця): усі персонажі, які навчають і захищають героїв/героїнь і дарують їм подарунки.
3. Вартовий/вартова порога: грізний супротивник\супротивниця героя, але якщо його/її зрозуміти, то можна подолати
4. Вісник/вісниця: сила, яка кидає герою новий виклик.
5. Перевертні: персонажі, які постійно змінюються з точки зору героя.
6. Тінь: персонаж, який/яка представляє енергію темної сторони.
7. Союзник/союзниця: той/та, хто подорожує з героєм у цій подорожі, виконуючи різноманітні функції.
8. Ошуканець/ошуканка: втілює енергію злого і бажання змін.

### Етапи подорожі
Друга частина описує дванадцять етапів Подорожі Героя/Героїні. Етапи:
1. Звичайний світ: героя бачать у повсякденному житті.
2. Заклик до пригод: початковий випадок історії.
3. Відмова від заклику: герой відчуває деяке вагання, щоб відповісти на заклик.
4. Зустріч з ментором/менторкою: герой/героїня отримує запаси, знання та впевненість, необхідні для початку пригоди.
5. Подолання першого порогу: герой/героїня усім серцем віддається пригодам.
6. Випробування, союзники, вороги: герой досліджує особливий світ, стикається з випробуваннями, знаходить друзів і ворогів.
7. Наближення до найпотаємнішої печери: герой/героїня наближається до центру історії та особливого світу.
8. Головне випробування: герой/героїня стикається з найбільшим випробуванням і переживає смерть і відродження
9. Нагорода: герой/героїня відчуває наслідки переживання смерті.
10. Дорога назад: герой/героїня повертається у звичайний світ або продовжує рух до кінцевого пункту призначення.
11. Відродження: герой/героїня переживає останню мить смерті та відродження, тому він/вона чистий/чиста, коли повертається у звичайний світ.
12. Повернення з еліксиром: герой/героїня повертається з чимось, щоб покращити звичайний світ.

## Українське видання
Українське видання вийшло 2023 року у видавництві ArtHuss. З англійської переклала Ярослава Мишико.